# Novoivanivske, Iuriivka
Novoivanivske (în ucraineană Новоіванівське) este localitatea de reședință a comunei Novoivanivske din raionul Iuriivka, regiunea Dnipropetrovsk, Ucraina.

## Demografie
Componența lingvistică a localității Novoivanivske
     Ucraineană (95,38%)
     Rusă (4,62%)
Conform recensământului din 2001, majoritatea populației localității Novoivanivske era vorbitoare de ucraineană (95,38%), existând în minoritate și vorbitori de rusă (4,62%).